# Juliet Rhys-Williams
 (mars 2018).
Si vous disposez d'ouvrages ou d'articles de référence ou si vous connaissez des sites web de qualité traitant du thème abordé ici, merci de compléter l'article en donnant les références utiles à sa vérifiabilité et en les liant à la section « Notes et références ».
Juliet Rhys-Williams, née le 17 décembre 1898 et morte le 18 septembre 1964, est une écrivaine britannique ; elle fut également membre du Parti libéral puis du Parti conservateur.
Elle a inventé le terme d'impôt négatif sur le revenu.